# Амсберги

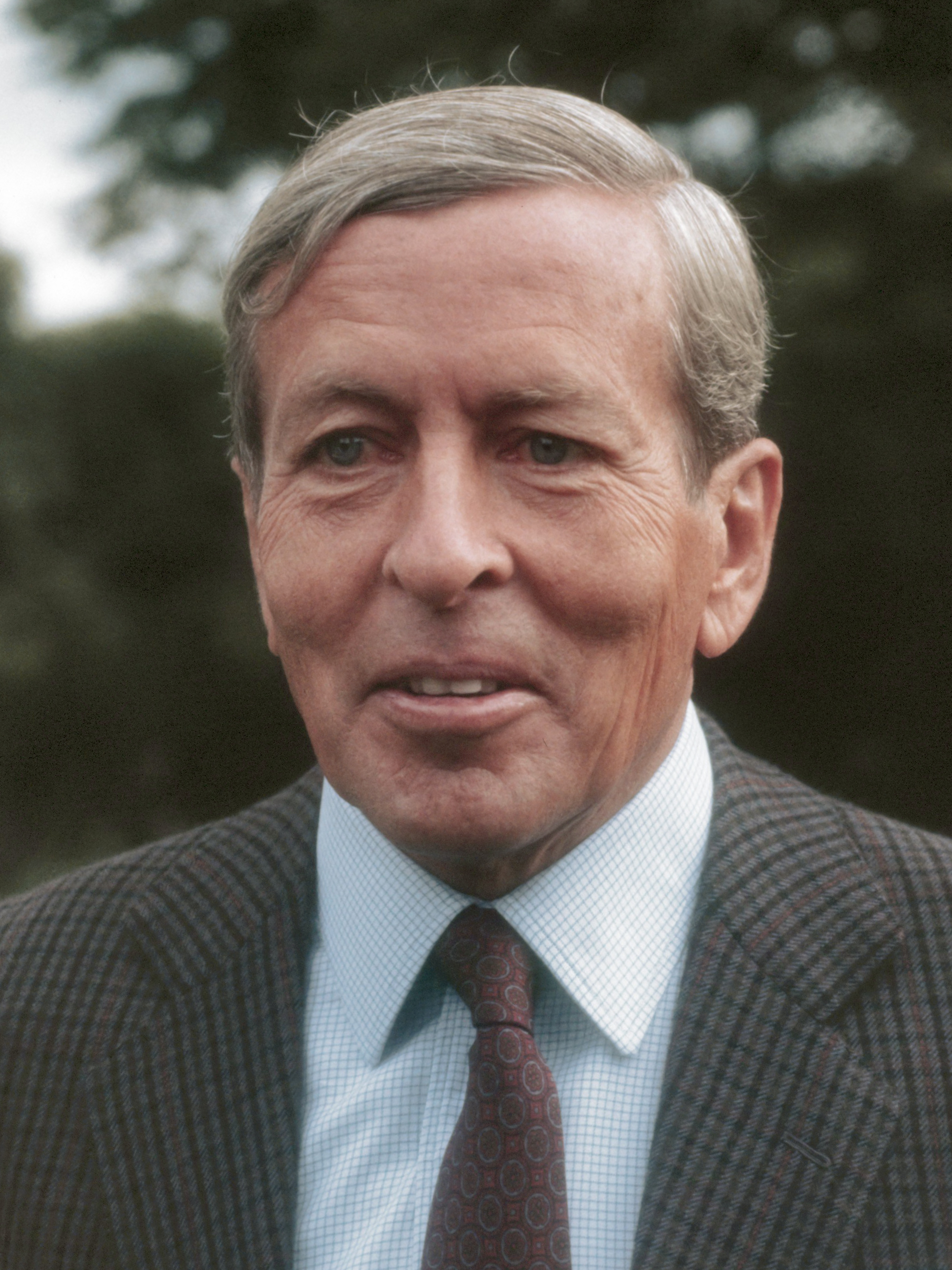
Принц Клаус Нидерландский, юнкер Ван Амсберг, супруг Беатрисы I (6 сентября 1926 — 6 октября 2002).

Амсберги (нем. von Amsberg, нидерл. van Amsberg) — немецкий дворянский род, который возник в Мекленбурге, главой которого по мужской линии является нынешний король Нидерландов Виллем-Александр. Правнук кузнеца и внук пекаря, приходской пастор Август Амсберг (1747–1820) начал называть себя «фон Амсберг» в 1795 году, и право семьи использовать это имя было подтверждено в 1891 году Фридрихом Францем III, великим герцогом Мекленбург-Шверинским. Благодаря этому разрешению на использование дворянской частицы семья фактически стала частью нетитулованного низшего дворянства Великого герцогства Мекленбург-Шверин и так далее.

## История
Семейная линия восходит к Юргену Амсбергу (ум. 1686), мастеру- кузнецу из деревни Швихтенберг близ Боррентина, тогда входившей в состав Шведской Померании. Его правнук Иоганн Давид Теодор Август Амсберг (1747–1820), протестантский пастор приходской церкви Кавельсторф близ Ростока в герцогстве Мекленбург-Шверин, примерно с 1795 года без возражений называл себя фон Амсберг . Сначала Амсберги были простолюдинами, и предлог, вероятно, использовался для обозначения семьи по имени их предков, а не по названию места, откуда они происходили. Видным членом семьи был его сын Филипп Август фон Амсберг (1788–1871), который инициировал создание Государственной железной дороги герцогства Брауншвейг , которая была открыта в 1838 году. Семья получила официальное разрешение на использование дворянского титула указом Великого герцогства Мекленбург-Шверинского в 1891 году.

Личный герб принца Нидерландов Клауса Йонхеера ван Амсберга.

10 марта 1966 года Клаус фон Амсберг женился на предполагаемой наследнице голландского престола, принцессе Беатрисы Оранской-Нассау, принцессе Липпе-Бистерфельдской. С 1980 года и до своей смерти в 2002 году он был принцем-консортом королевы Нидерландов. Он является отцом Виллема-Александра, короля Нидерландов и Йонхеера Ван Амсберга. Младший брат Виллема-Александра принц Фризо Ван Оранско-Нассау Ван Амсберг из-за брака с Мейбел Мартин Виссе Смит утратил свой статус принца Нидерландов, но сохранил за собой королевский статус принца Оранского-Нассауского, а для своих детей получил титул графа и графини Оранско-Нассауского.
Брак третьего сына, принца Константина , до сих пор дал единственного наследника мужского пола основной линии Амсбергов, Клауса-Казимира Ван Оранского-Нассау Ван Амсберга, который родился в 2004 году. В 2001 году было установлено указом, что дети, рожденные в браке принца Константина, будут иметь наследственный дворянский титул и почетный титул графа (графини) Ван Оранско-Нассау, Йонкерса (Йонкерсу) Ван Амсберга и иметь фамилию Ван Оранско-Нассау Ван Амсберг. В 2004 году такое же положение было установлено для принца Фризо и детей, рожденных в его браке. Когда Виллем-Александр стал королем в 2013 году, дом Амсбергов не стал правящим домом Нидерландов, который остался домом его матери, как это принято в Нидерландах. Несколько членов семьи, в основном потомки Филиппа Августа фон Амсберга и двоюродного деда принца Клауса Иоахима фон Амсберга (1869–1945), до сих пор живут в Германии. Голландская ветвь семьи, т. е. принц Клаус и его потомки, имеет некоторых далеких голландских/фламандских предков, покинувших Нидерланды во время испанского правления, таких как семья Беренбергов и другие известные семьи Антверпена .Другие известные члены семьи включают полковника Иоахима фон Амсберга, генерала Иоахима фон Амсберга и банкира Иоахима фон Амсберга.

## Известные члены семьи
Это список глав, т. е. старших членов мужской линии семьи Амсберг, а также патрилинейной линии нынешней голландской королевской семьи. До присвоения дворянского титула в 1891 году статус старшего потомка мужского пола не имел никакого юридического значения, и как таковой термин «глава» является анахронизмом до возвышения семьи как дворянской и в конечном итоге королевской семьи. Главенство семьи с момента ее признания дворянской в 1891 году имеет некоторую историческую правовую значимость до формальной отмены привилегий дворянства в 1918 году.
1. Юрген Амсберг, (1640–1686), кузнец
2. Юрген Амсберг-мл, (1680–1756), пекарь.
3. Георг Амсберг,(1717–1772)
4. Иоганн Давид Теодор Август Амсберг[4],
5. Иоахим Карл Теодор фон Амсберг,(1777–1842 гг.)
6. Габриэль Людвиг Иоганн фон Амсберг (1822–1899)[5]
7. Вильгельм фон Амсберг,(1856–1929 гг.)
8. Клаус Феликс фон Амсберг,(1890–1953 гг.)
9. Клаус фон Амсберг (1926–2002), дипломат и муж голландской королевы Беатрисы.
10. Иоахим фон Амсберг (1964), менеджер немецкого банка.

Герб детей Беатрикс Нидерландской, использовавшийся принцем Вильгельмом-Александром, принцем Фризо (до 2005 года) и принцем Константином.

### Оранж-Нассау Ван Амсберг
У королевы Беатрисы и принца Клауса родилось трое детей:
- Виллем-Александр (род. 27 апреля 1967 года) — старший сын королевы, король Нидерландов с 2013 года;
- Фризо (25 сентября 1968 — 12 августа 2013);
- Константин (род. 11 октября 1969 года).

Также в королевской семье есть семь внучек и один внук:
- Дочери короля Виллема-Александра и королевы Максимы:
  - принцесса Оранская Катарина-Амалия Беатрикс Кармен Виктория (наследница престола) (род. 7 декабря 2003 г.)
  - принцесса Алексия Юлиана Марсела Лаурентин (родилась 26 июня 2005 г.)
  - принцесса Ариана Вильгемина Максима Инес (родилась 10 апреля 2007 г.)
- Дети принца Константина и принцессы Лаурентин:
  - Элоиза, графиня Оранская-Нассауская (родилась 8 июня 2002 г.)
  - Клаус-Казимир, граф Оранский-Нассауский (родился 21 марта 2004 г.)
  - Леонор, графиня Оранская-Нассауская (родилась 3 июня 2006 г.)
- Дети принца Фризо и графини Мейбл:
  - Луана Эмма, графиня Оранская-Нассауская (родилась 26 марта 2005 г.)
  - Йоханна Мария, графиня Оранская-Нассауская (родилась 18 июня 2006 г.)

#### Члены Дома Амсбергов
```
Юрген Амсберг (около 1630–1685/1686), мастер-кузнец в Швихтенберге (родоначальник) ⚭ около 1677 г. Мари Бергман (около 1645-около 1700 г.)
Юрген Амсберг (1679–1756), мастер-пекарь ⚭ 1705 Элизабет Гертруда Бурмейстер (около 1685–1759).
Георг Амсберг (1716/17-1772) ⚭ 1740 Маргарита Ильсабе Шредер (1723/24-1744) ⚭ 1745 Огюст Софи Бернар (1729/30-1804)
Иоганн Давид Теодор Август 
фон
 Амсберг, протестантский пастор (1747–1820) ⚭ около 1771 г. Софи Фридерика Луиза Фритте (1747–1802) ⚭  1808 г. Каролина Хагемейстер (N-N)
Иоахим Карл Теодор фон Амсберг (1777–1842) ⚭ Анна Ильсабе Сабина Анна Бернитт (1790–1846)
Луиза фон Амсберг (1815–1900) ⚭ 1850 Вильгельм Граф фон Эйнхаузен (1804–1871).
Эмма фон Амсберг (1817–1890).
Августа фон Амсберг (1819–1882) ⚭ 1844 Эмиль фон Бух (1817–1891).
Габриэль Людвиг Иоганн фон Амсберг (1822–1895/1899) ⚭ 1855 Мария Фридерика фон Пассов (1831–1904)
Вильгельм Карл Фридрих Август Луи фон Амсберг (1856–1929) ⚭ 1889 Элиса Хедив Александрина фон Вериге (1866–1951)
Клаус Феликс Фридрих Леопольд Габриэль Архи Юлиус Август фон Амсберг(1890–1953) ⚭ 1924 Геста Джоли Адельхайд Мари Морион Фрейд фон дер Буше-Хадденхаузен (1902–1996)
Зигфрид фон Амсберг (1925–2018) ⚭ 1952 Берн Йекельн (1913–2003)
Клаус-Георг Вильгельм Отто Фридрих Герд фон Амсберг (1926–2002),принц-консорт Нидерландов (1980–2002),принц Нидерландов ⚭ 1966 Беатрикс Вильгельмина Амсберг цур Липпе-Бистерфельд, наследная принцесса и королева Нидерландов. Нидерланды (1938)
Виллем-Александр Клаус Георг Фердинанд Амсберг (1967), принц Оранский, принц Оранский-Нассау, лорд Амсберг, король Нидерландов с 2013 года ⚭ Максима Соррегьета (1971), королева Нидерландов, принцесса Оранская-Нассау, госпожа фон Амсберг
Амалия ван Оранже (2003), принцесса Оранская, принцесса Нидерландов, принцесса Оранская-Нассау.
Алексия Юлиана Марсела Лорентен (2005), принцесса Нидерландов, принцесса Оранж-Нассау
Ариана Вильгельмина Максима Инес (2007), принцесса Нидерландов, принцесса Оранж-Нассау
Йохан Фризо Бернхард Кристиан Давид фон Амсберг (1968–2013), принц Оранский-Нассау, граф Оранский-Нассау, лорд Амсберг ⚭ 2004 Мартин Мейбел Лоз (1968), принцесса Оранская-Нассау, графиня Оранская-Нассау, госпожа фон Амсберг
Эмма Лиана Никнет София фон Амсберг (2005), графиня Оранж-Нассау, мисс фон Амсберг
Джоанна Мария Николин Милу фон Амсберг (2006), графиня Оранж-Нассау, мисс фон Амсберг
Кристоф Фредерик Авен Константин Амсберг (1969), принц Нидерландов, принц Оранский-Нассау, Йонкхир Амсберг ⚭ 2001 Лаурентиен Бринкхорст (1966), принцесса Нидерландов, принцесса Оранский-Нассау,миссис Амсберг
Луиза Софи Беатрикс Лоуренс фон Амсберг (2002), графиня Оранж-Нассау, Юнгфрау Амсберг
Клаус-Казимир Бернхард Мария Макс фон Амсберг (2004), граф фон Ораниен-Нассау, Йонкхир фон Амсберг
Леонора Мари Ирен Энрика фон Амсберг (2006), графиня Оранж-Нассау, мусорщица из Амсберга
Рикса фон Амсберг (1927–2010)⚭ 1960 Петер Георг Арен (1920–2011)
Мармит фон Амсберг (1930–1988,Цвиллинг) ⚭ 1964 Эберхард Гребец (1931–2009)
Барбара фон Амсберг (1930) (близнец) ⚭ 1963 Гюнтер Харауз (1921–2007)
Теда фон Амсберг (1939) ⚭ 1966 Карл Фрейзер фон Фризо (1933)
Кристина фон Амсберг (1945) ⚭ 1971 Ганс Хубертус барон фон дер Раке (1942)
Габриэле фон Амсберг (1894–1970) ⚭ Конрад фон Рандов (1888–1972)
Август фон Амсберг (1857–1859).
Фридрих фон Амсберг (1860–1934)
Ганс фон Амсберг (1862–1868)
Иоахим фон Амсберг (1869–1945), генерал от инфантерии ⚭ 1907 Ирмгард, графиня фон Ботмер (1881–1949).
Эрик фон Амсберг (1908–1980) ⚭ 27 сентября 1935 ⚭ 1946 Герда Элизабет Алекс (1912), дочь генерал-лейтенанта Вильгельма Алекса ⚭ 1960 Трауте Якобс (1930).
Дёрг фон Амсберг (1961) ⚭ 1998 Микула Шильдт (1962)
Пауль фон Амсберг (2002)
Йорг Эрик фон Амсберг (1962) ⚭ 1990 ⚭ 1998 Александра фон Мединг (1966) ⚭  1999 Эстер Ута Ингрид Хайнц (1968)
Валентина Кира Софи фон Амсберг (2001)
Юрген фон Амсберг (1910–1943), майор ⚭ 1936 Рут Вендланд (1912).
Ингрид фон Амсберг (1937) ⚭ 1962 Вольфрам Стронк (1938–1994)
Хартмут фон Амсберг (1938) ⚭ 1964 Анн Бриджит Бош (1940–2008)
Маркес фон Амсберг (1966) ⚭ 1995 Никола Элизабет Мария Симон (1964)
Ребекка Барбара Бриджет фон Амсберг (2001)
Юлиана Рут Мария фон Амсберг (2004)
Кристина Эмма Теодор фон Амсберг (2005)
Бетаина фон Амсберг (1968) ⚭ 1995/96 Хеннинг Шефе (1966)
Хильдебург фон Амсберг (1940) ⚭ 1963 Детлов Ниппель (1939)
Мехтильд фон Амсберг (1942–1945)
Урсула фон Амсберг (1912–1997) ⚭ 1938 Вернер Вендланд (1910–1942)
Фридрих-Иоахим фон Амсберг (1914–1964) ⚭ 1944 Эрика фон Шредер (1912–2000)
Карин фон Амсберг (1946) ⚭ 1970 Петер Эренбург (1940)
Юрген фон Амсберг (1948) ⚭ 1972 ⚭ 1978 Кристиана Кунце (1953) ⚭ 1980 ⚭ 1989 Гунхильд Бушер (1951)
Юлия фон Амсберг (1973) ⚭ 1997 Ральф Мех (1971)
Лиза-Марей фон Амсберг (1980)
Гельмут фон Амсберг (1919) ⚭ 1948 Ингрид Хайнекен (1925)
Кристоф фон Амсберг (1949) ⚭ 1978 Морион Брехт (1956)
Роберт фон Амсберг (1978)
Сара фон Амсберг (1982)
Филипп фон Амсберг (1991)
Хенин фон Амсберг (1951) ⚭ 1975 Петра Вилочек (1953),физиотерапевт
Патрик фон Амсберг (1975), инженер-строитель.
Аня фон Амсберг (1953) ⚭ 1976 Михаэль Брегман (1947)
N-я дочь Амсберга (после 1777 – около 1800)
Августа Филипп Кристиан Теодор фон Амсберг (1788–1871) ⚭ 1820 Мари Манер (1801–1871)
Мария фон Амсберг (1821–1903)
Павлина фон Амсберг (1823–1824)
Франциска фон Амсберг (1828–1903) ⚭ 1845 Фридрих фон дер Мольбе (1810–1881).
Феликс фон Амсберг (1829–1879) ⚭ 1869 Хелена Грюнелиус (1843–1871)⚭ 1874 Марта фон Элейн (1844–1913)
Феликс фон Амсберг (1875–1945) ⚭ 1899 Матильда Фрейдин фон Лейбниц (1880–1946)
Макротела фон Амсберг (1900–1976) ⚭ 1928 Альфред Баренберг (1894–1973)
Иоахим фон Амсберг (1903–1981) ⚭ 1934 Элинор Шмидт (1907–1945) ⚭ 1961 Марье Кристина Диттманн (1907–1997)
Ганс фон Амсберг (1935) ⚭ 1963 Бесси-Энн Фейри (1942)
Элизабет фон Амсберг (1963) ⚭ 1987 Джозеф Вальтер Модеро (1959)
Марк фон Амсберг (1965) ⚭ 1994 Бет Вайман (1966)
Одри фон Амсберг (1996)
Эрик фон Амсберг (1999)
Петер фон Амсберг (1944)⚭1969⚭1974 Ян де Вит (1943)⚭1976 Фредерик Грант Грин (1929)
Генрих фон Амсберг (1905–1990)⚭1935 Шарлотта Хиллебранд (1910–2002)
Вульф Хинрих фон Амсберг (1935)⚭1962 Хильдегард Экер (1937)
Йорк Георг фон Амсберг (1963),адвокат N.⚭ 1999 ⚭ 2011 Констанция фон Мединг(1971)⚭ 2012 Гунхильд Келлер (1977).
Рикса-Луиза фон Амсберг (2005)
Тира-Софи Беренике Амалия фон Амсберг (2014)
Таило фон Амсберг (1965)
Дитрих фон Амсберг (1937–2021),руководитель церковной музыки ⚭ 1962 Софи-Шарлотта, графиня фон Бернсторфф (1940).
Иоахим фон Амсберг (1964)⚭1993⚭2012 Анджи Хан (1965)⚭ Сатириантина Бур Расуанто, 2016 (1977)
София фон Амсберг (1996)
Яскина фон Амсберг (1998)
Сара фон Амсберг (2003)
Франциска фон Амсберг (1966) ⚭ 1991 Винсент Бордюре (1964)
Леони фон Амсберг (1969) ⚭ 1999 Кристиан Риек (1964), дипломированный инженер.
Валентин фон Амсберг (1970) ⚭ 2006 Фабиана Мингроне (1974)
Элиано фон Амсберг (2009)
Лорено фон Амсберг (2012)
Дария фон Амсберг (2012)
Рюдигер фон Амсберг (1939) ⚭ 1969 Гертруда Хайке (1945)
Стефани фон Амсберг (1970) ⚭ 1999 Карл-Георг Ойген
Варена фон Амсберг (1973) ⚭ 2002 Хельге Полоцкий
Хильдегард фон Амсберг (1941) ⚭ 1966 ⚭ 1978 Хорст Грассман (1933) ⚭ 1981 Экзарх Недер (1981)
Детлов фон Амсберг (1950–1970)
Отто фон Амсберг (1907–1943),подполковник ⚭ 1934 Лилли Шлемам (1905–1998).
Курт фон Амсберг (1877–1877)
Анна фон Амсберг (1833–1850)
Ганс фон Амсберг (1836–1859)
Клара фон Амсберг (1840–1908) ⚭ 1863 Адольф Фрейгер фон Брандис (1828–1916).
Карл фон Амсберг (1793–1847) ⚭ 1828 Агнес Стокс (1803–1870)
Иоганн фон Амсберг (1828–1830)
Юлиус фон Амсберг (1830–1910) ⚭ 1859 Эмили Подорф (1834–1869).
Филипп фон Амсберг (1860–1872)
Элизабет фон Амсберг (1861–1890) ⚭ 1890 Эдуард Зарецкой (N-1907)
Мелани фон Амсберг (1831–1891)
Виктор фон Амсберг (1833–1834)
Матильда фон Амсберг (1835–1845).
Феликс фон Амсберг (1836–1867).
Хелена фон Амсберг (1838–1838)
Мария фон Амсберг (1839–1921) ⚭ Макс Мон
Луиза фон Амсберг (1840–1893) ⚭ 1875 Герман Шенке (1836 -1897)
```

## Герб

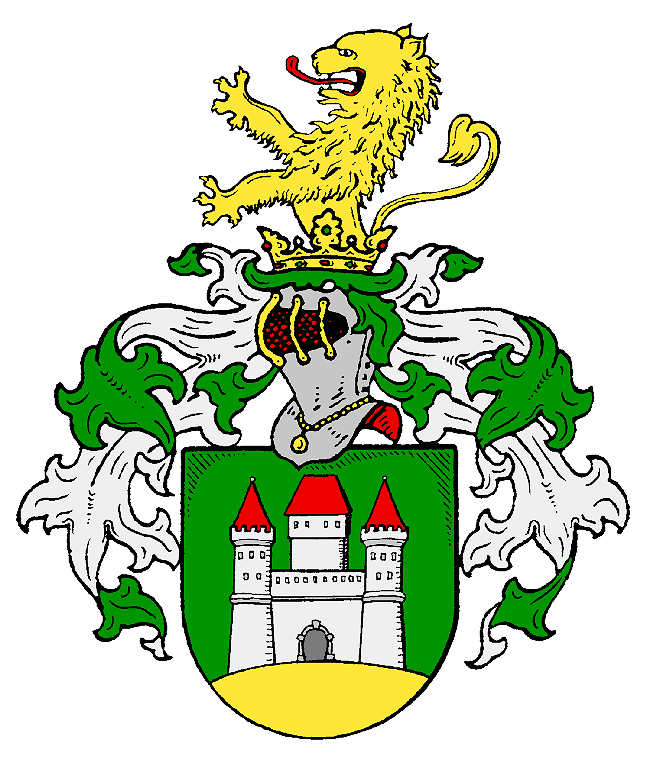
Фамильный герб фон Амсбергов

На гербе изображен серебряный замок с открытыми воротами, центральной башней с красной крышей и двумя зелеными лужеными боковыми башнями на золотой горе. На шлеме с зеленым и серебряным покрытием изображен растущий золотой лев. Сыновья принца Клауса носят изображение щита и верхний герб семьи фон Амсберг на своих личных гербах. Герб семьи Фон Амсбергов состоит из зеленого щита с изображением серебряного башенного замка с открытыми воротами, окруженного двумя боковыми башнями, все покрытыми красными крышами . Весь стоящий на золотой горе. Щит покрыт шлемом с мантией зеленого и белого цвета. На шлеме имеется модель шлемовидной короны , которая используется в немецкой геральдике как знак отличия безымянного дворянства. Завершает герб знак шлема в виде восходящего золотого льва. Герб семьи фон Амсберг выглядит как сердечный щит на гербе трех сыновей принца Клауса. Шлем фон Амсберга с короной, крышкой и знаком шлема также является частью этого герба. Герб появляется на королевском гербе в измененных цветах. Описание гласит:
"В Синополе серебряный замок на трехвершинной золотой горе. Замок, состоящий из центрального здания и двух зубчатых башен, соединенных стенами. В центральном здании круглый арочный саблевидный дверной проем, над которым два вытянутых рядом друг с другом окна , в боковых башнях одно вытянутое окно, окна из серебра. На центральном корпусе высокая крыша сужается кверху, боковые башни имеют шпили». 

## См.Также
- Оранская династия